# Rio Innerste
O Innerste é um rio localizado na Baixa Saxônia, Alemanha. Ele é um tributário do rio Leine e possui 95 km de comprimento.

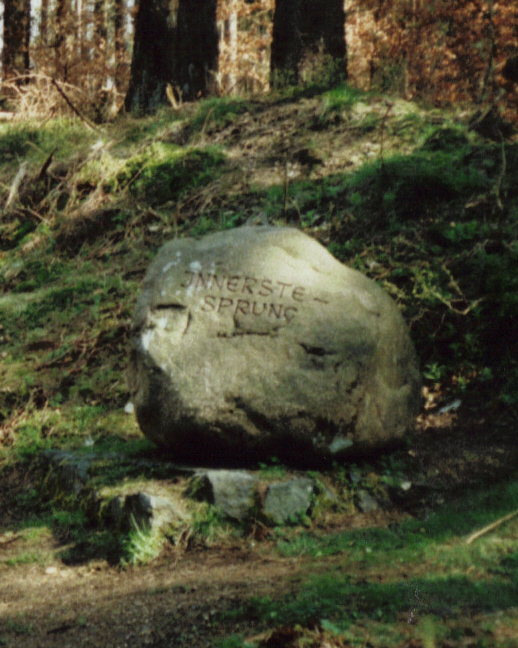
Innerstesprung nas montanhas Harz

Nomes antigos do rio: Indrista (1013), Entrista (1065), Indistria (1313), Inderste (1567).
O rio nasce nas montanhas Harz, a 4 km de Clausthal-Zellerfeld. O local fica a uma altitude de 615 m acima do nível do mar e chama-se Innerstesprung. 
No seu percurso inicial, o rio dirige-se ao leste, passando pelo lago Entensumpf. A primeira aldeia pela qual flui chama-se Buntenbock (550 m). Na cidade de Wildemann (390 m), uma das mais pequenas cidades da Alemanha, o rio recebe o ribeiro Spiegelbach. De lá, continua para o norte e passa pela cidade de Lautenthal (325 m) onde recebe o ribeiro Laute. O nome da cidade Lautenthal significa Vale do (ribeiro) Laute. Depois, o rio Innerste flui pelo barragem Innerstetalsperre o qual foi construido entre os anos 1963 e 1966. 
Deixando as montanhas Harz na cidade de Langelsheim(204 metros), o rio Innerste adentra num terreno acidentado que se chama Harzvorland e flui para noroeste depois de receber o rio Grane (12 km de comprimento). Outros afluentes são os rios Nette (43 km de comprimento), Bruchgraben, Neile e Lamme (21 km de comprimento). A maior cidade ao longo do rio é Hildesheim, a uma altitude de 89 metros. Perto do castelo Marienburg em Hildesheim, o rio Innerste recebe o rio Beuster (12 km de comprimento). Perto de Burg Steuerwald, outro castelo em Hildesheim, o rio Kupferstrang deságua no rio Innerste.
Deixando o terreno acidentado depois de passar pela cidade de Hildesheim, o rio Innerste adentra uma grande planície no norte da Alemanha que se chama Norddeutsche Tiefebene (Planície setentrional). Continua para o noroeste e passa pela pequena cidade de Sarstedt (66 metros).  Aproximadamente 4 km ao norte de Sarstedt, o rio Innerste deságua no rio Leine. A foz situa-se perto da aldeia de Ruthe, a uma altitude de 65 metros.

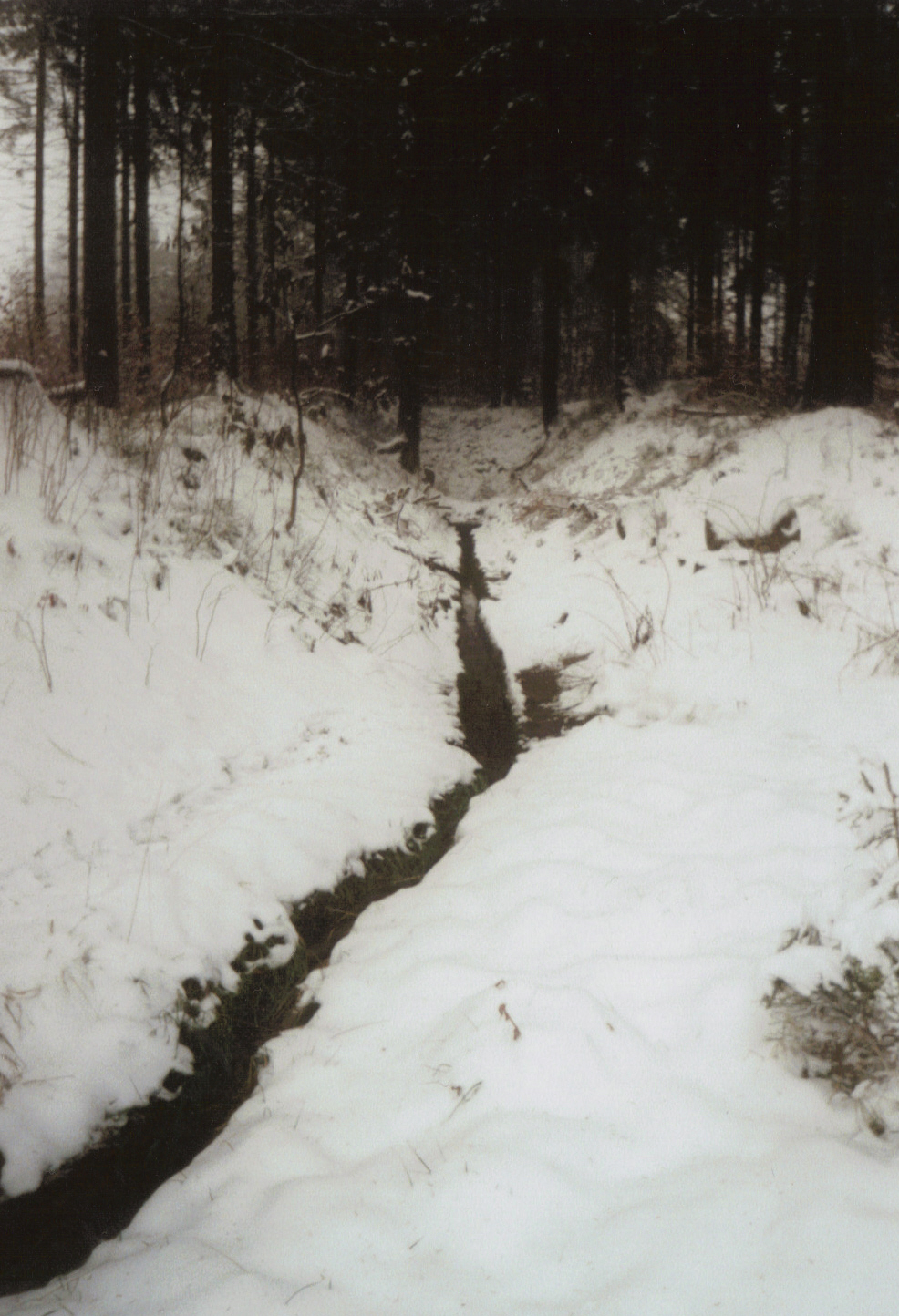
Nascente do rio Innerste no inverno.
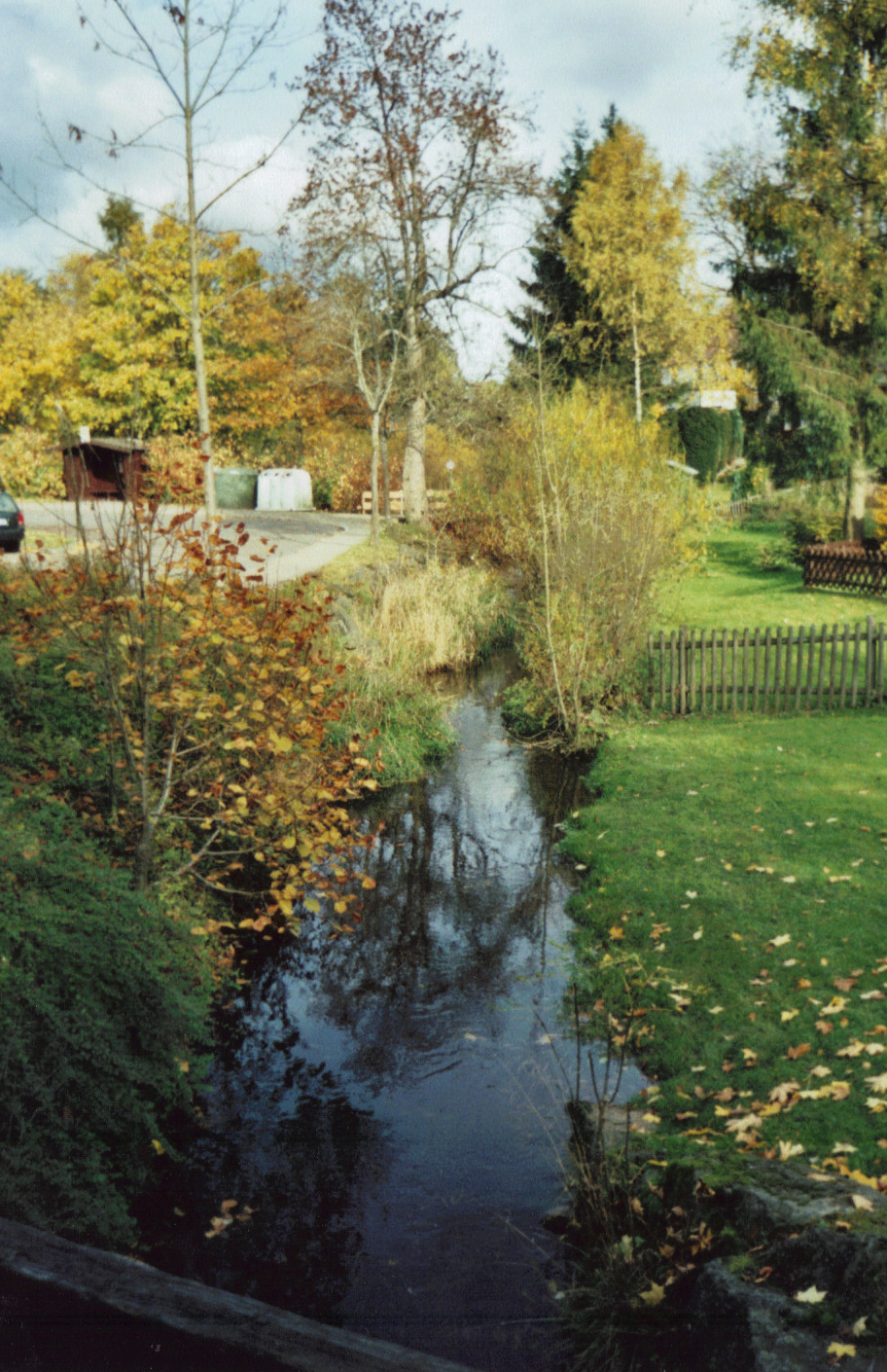
O rio Innerste na aldeia Buntenbock.
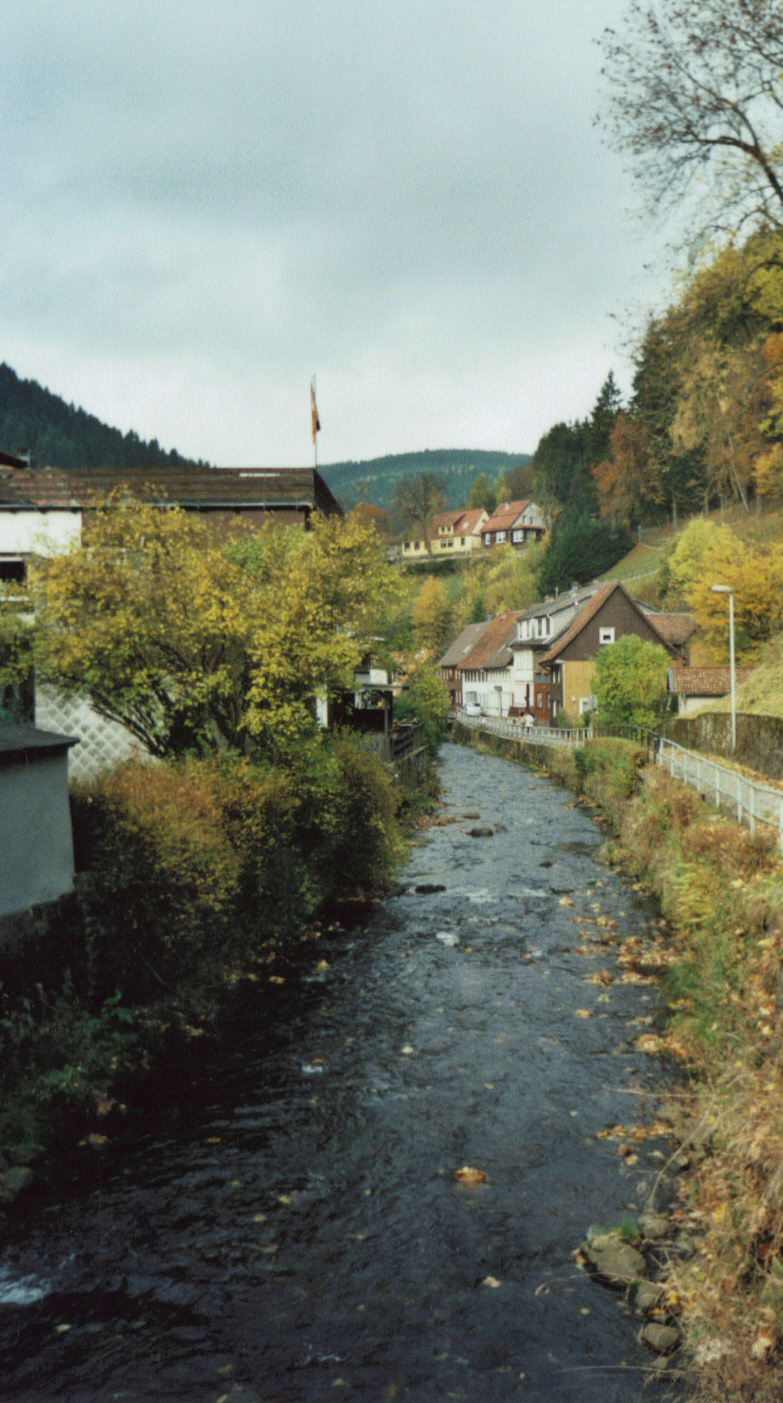
O rio Innerste na cidade de Wildemann.
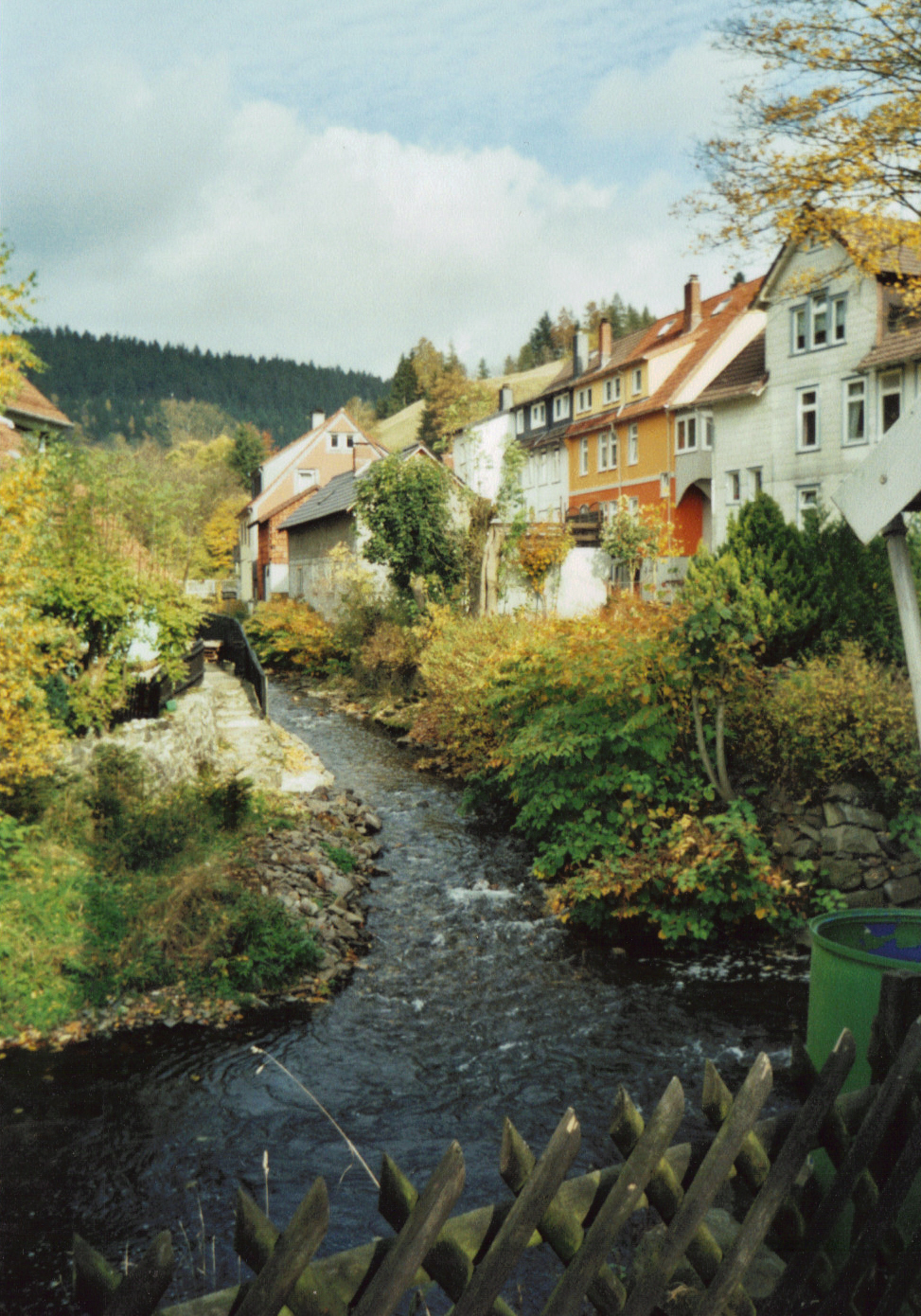
Foz do ribeiro Spiegelbach em Wildemann.
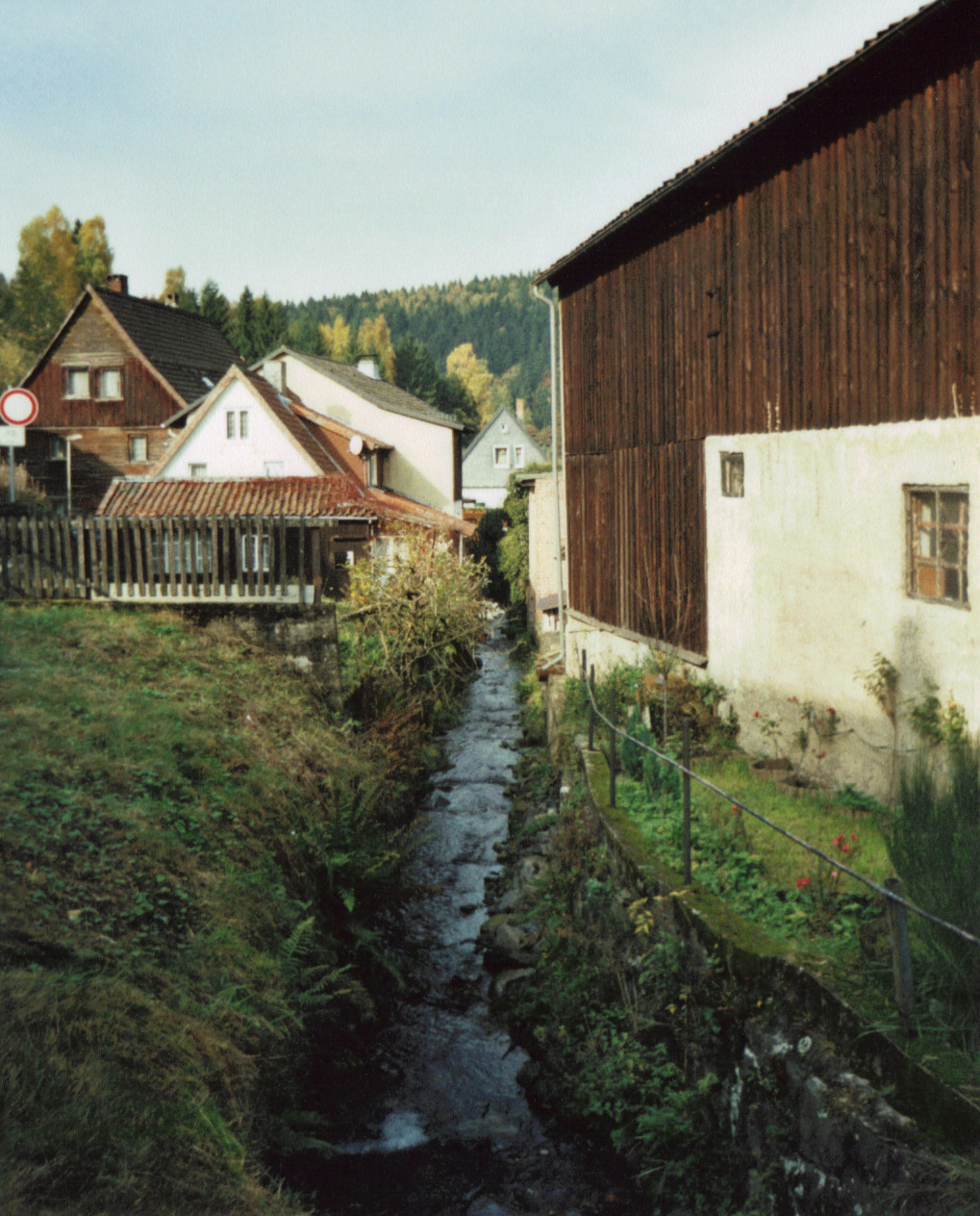
O afluente Laute na cidade de Lautenthal.
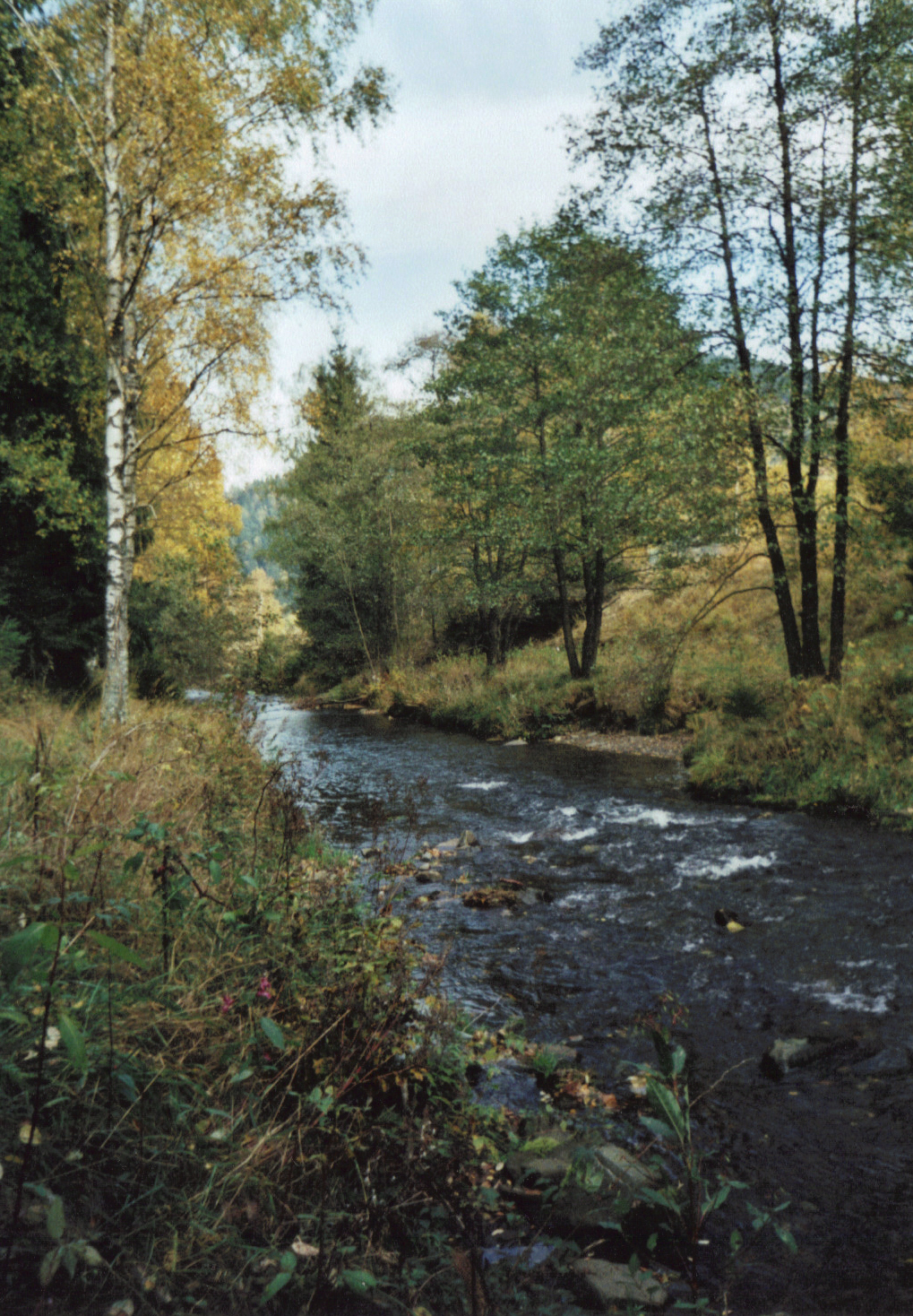
O rio Innerste em Lautenthal.
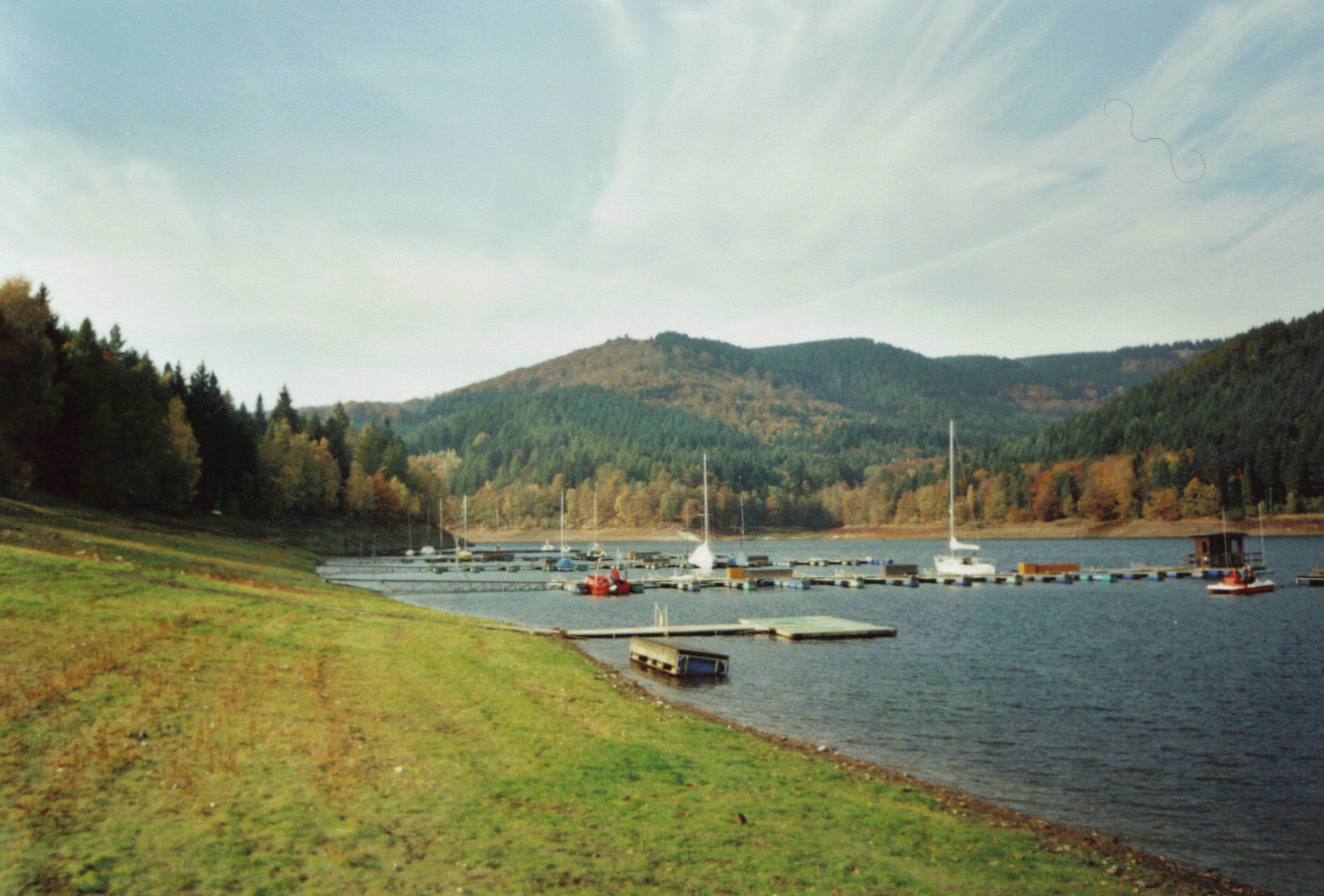
Barragem do rio Innerste nas montanhas Harz.
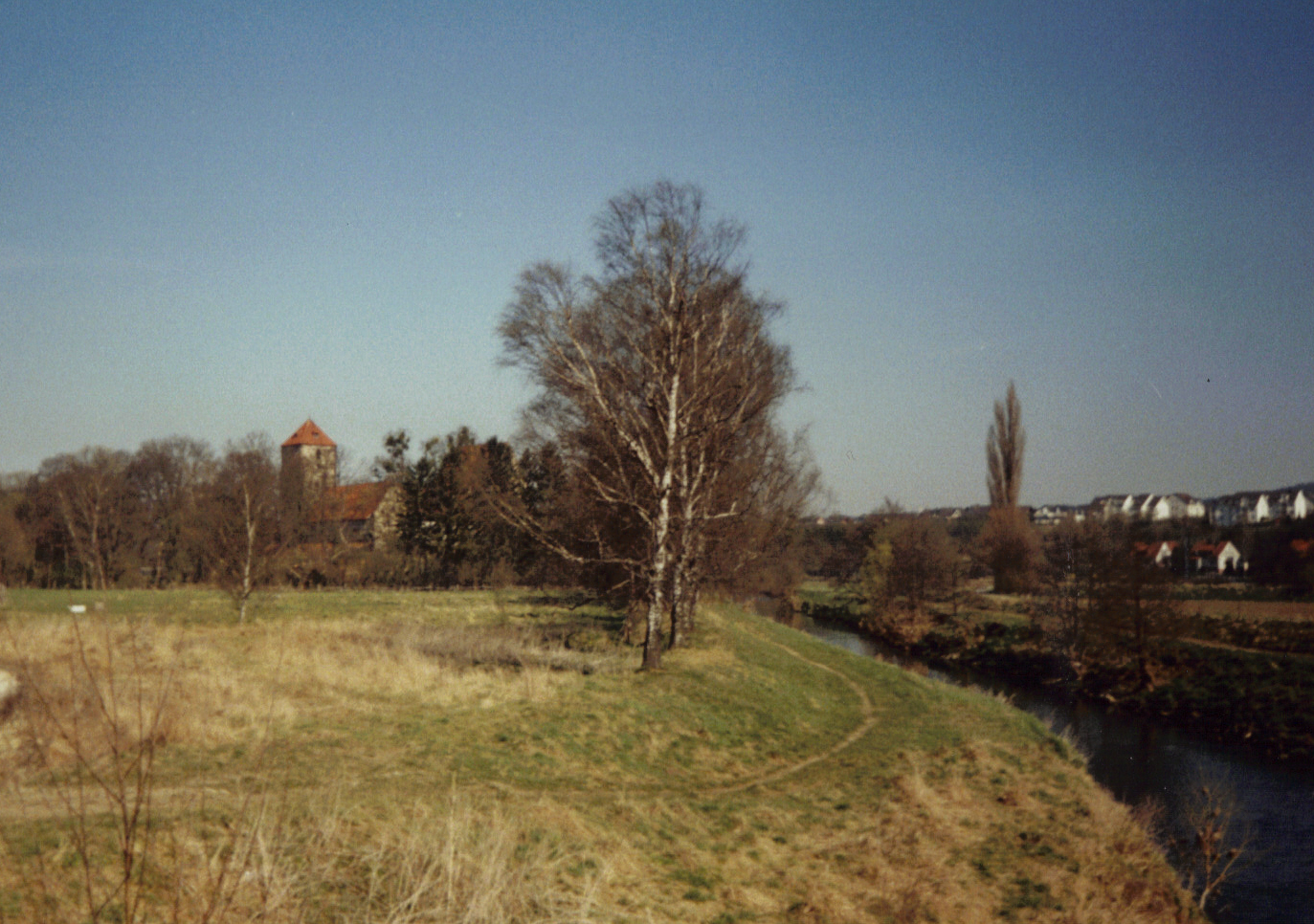
O rio Innerste ao lado do castelo Marienburg.
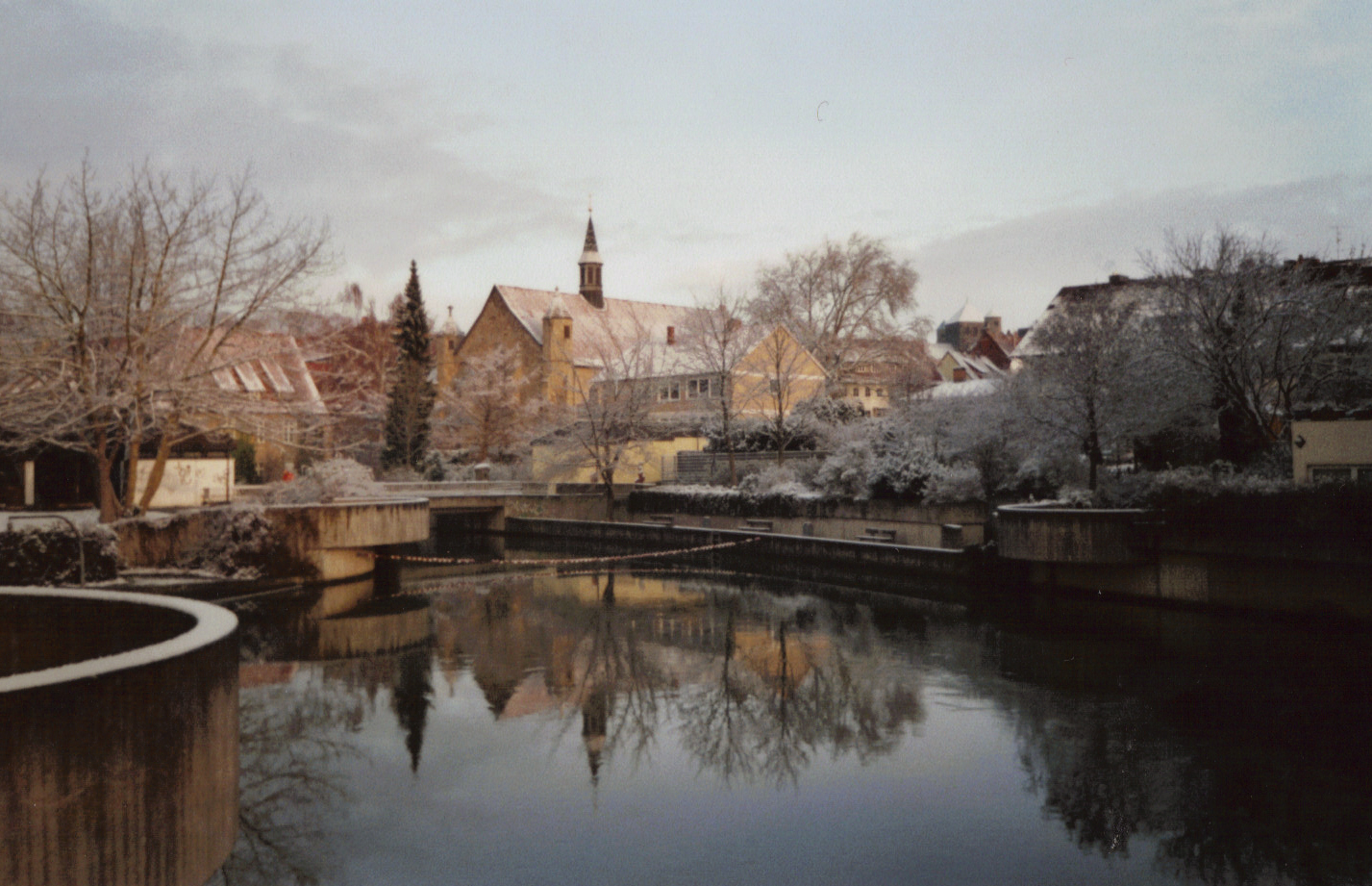
O rio Innerste na cidade de Hildesheim no inverno.
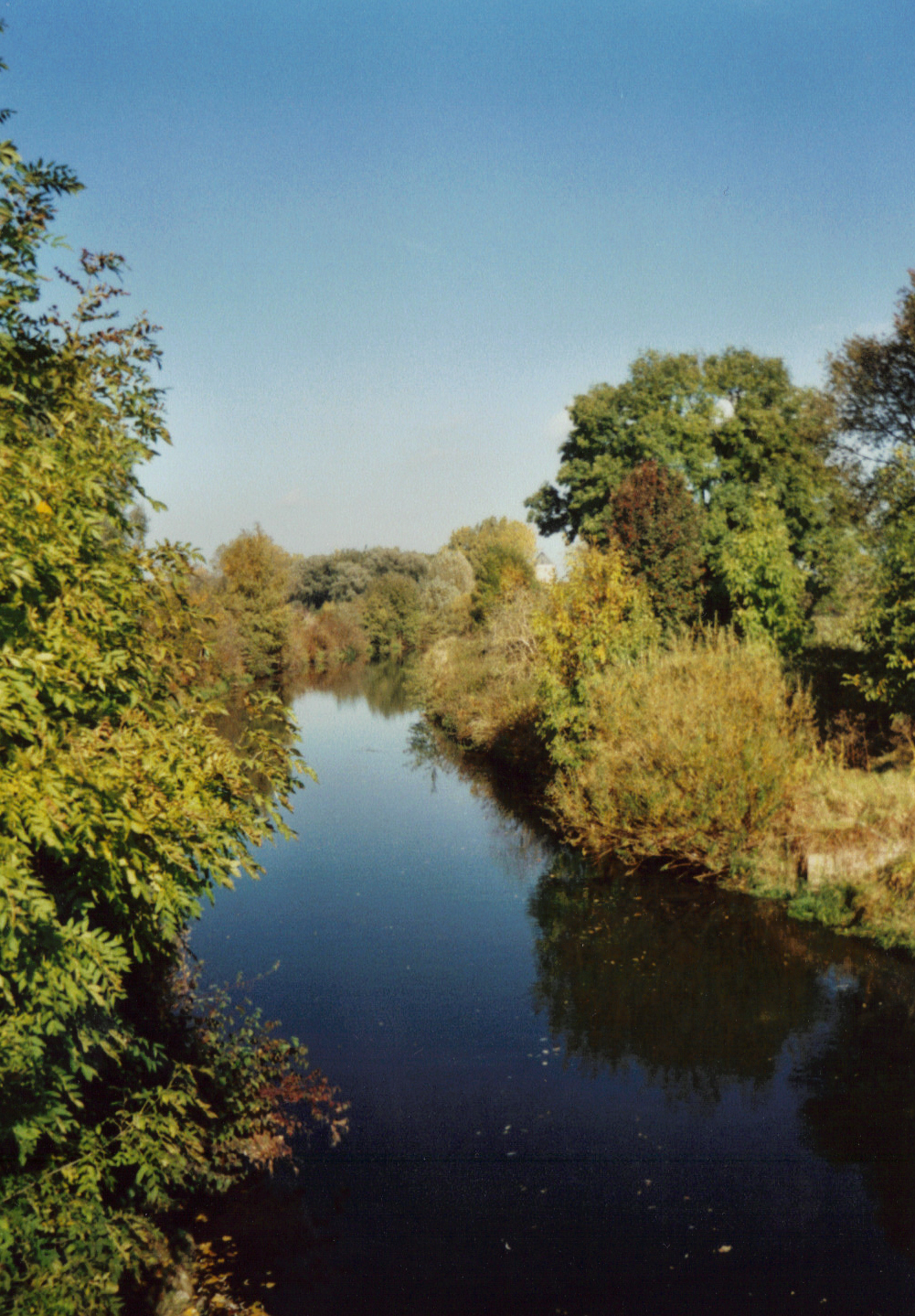
O rio Innerste perto do castelo de Steuerwald.
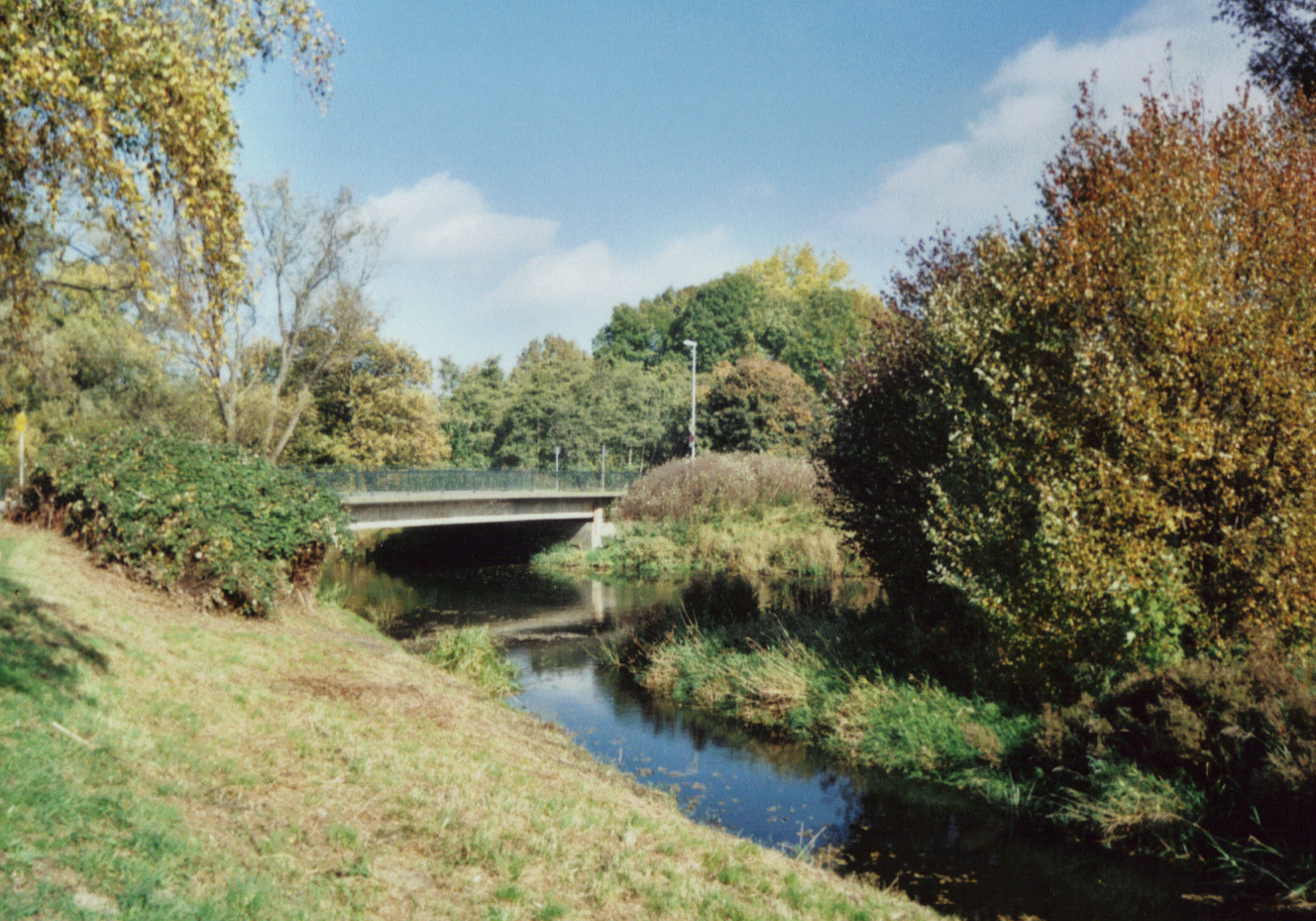
Foz do riu Kupferstrang.
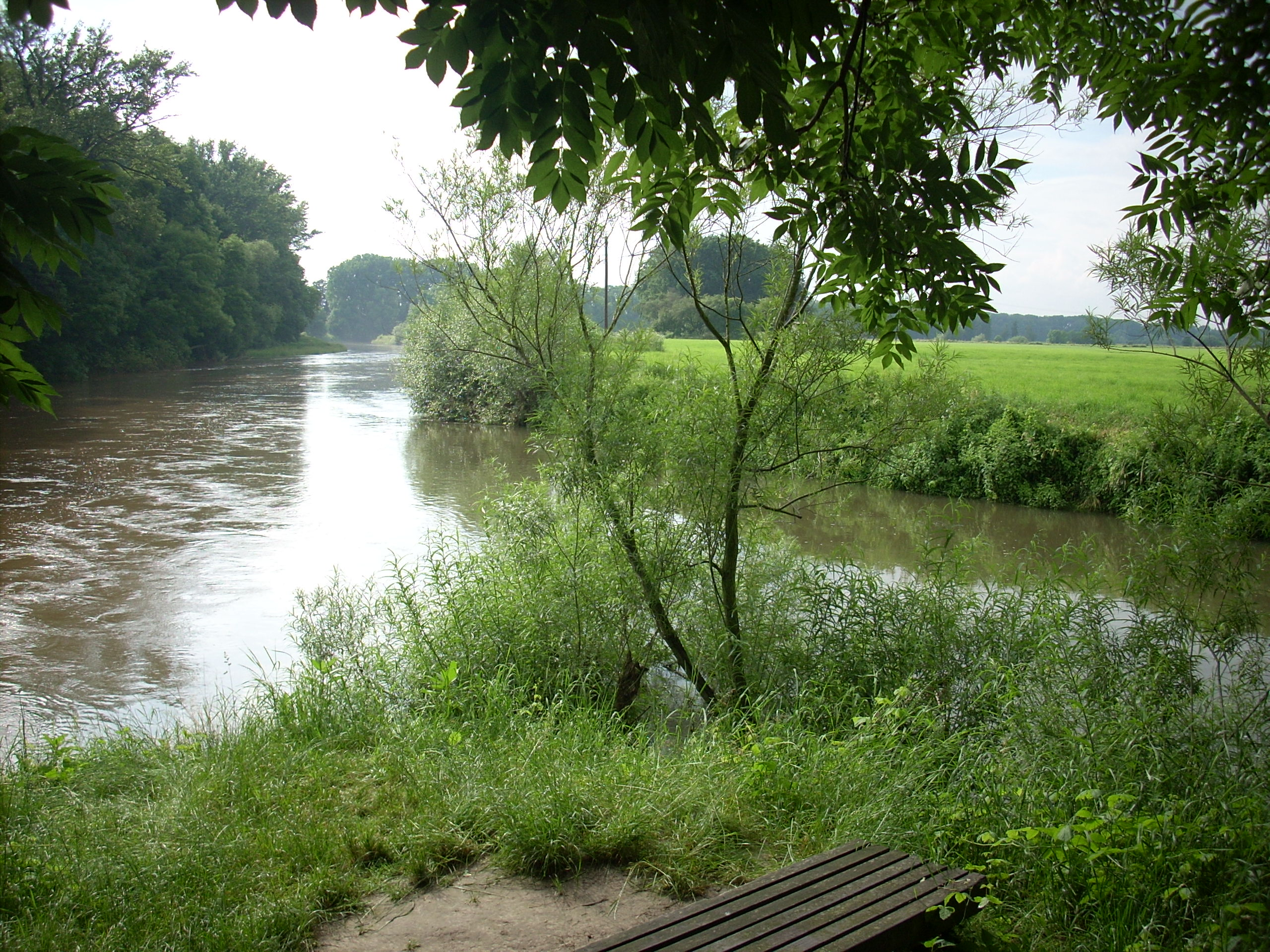
Foz do rio Innerste ao rio Leine